# BEST OF UETOAYA -Single Collection-
『BEST OF UETOAYA -Single Collection-』（ベスト・オブ・ウエトアヤ シングル・コレクション）は、2006年9月20日にリリースされた上戸彩のコンピレーション・アルバム。

## 解説
- 新曲1曲を含む10曲のミュージック・ビデオ、上戸彩全音楽作品（シングル・アルバム・DVD全て）の紹介を収録したDVD付きのPREMIUM EDITION、CDのみのSTANDARD EDITION、そして1万枚完全生産限定のCOLLECTOR'S EDITION (上記のCD+DVDに加え、スペシャルグッズとしてBEAMSとコラボレートした“BEAMS×AYA UETO オリジナルウォレットコード”(白・黒の2種類アリ))の3種類で発売された。
- オリコン週間チャートで『AYAUETO』以来3年ぶりにTOP5入り。

## 収録曲

### CD
1. Pureness
2. kizuna
3. Hello
4. MESSAGE
5. PERSONAL
6. 感傷
7. MERMAID
8. 微熱
9. 愛のために。
10. 風
11. 贈る言葉～シングルバージョン～
12. あふれそうな愛、抱いて
13. 涙をふいて ～o.s.c. mix～
14. ウソツキ
15. 夢のチカラ
16. 風をうけて
17. 笑顔のままで
18. 下北以上 原宿未満

### DVD
1. Pureness
2. Hello
3. MESSAGE
4. 感傷
5. 微熱
6. 愛のために。
7. あふれそうな愛、抱いて
8. 夢のチカラ
9. 笑顔のままで
10. 下北以上 原宿未満

## 演奏
- T2ya：Keyboards, Programming (#1.2.3.5)
- Shin Hongo, Shinichi Taguchi：Guitars (#1)
- 川村ゆみ：Chorus (#1.2.3.5.8.14)
- 林部直樹：Guitars (#2.3.5)
- 金子飛鳥ストリングス：Strings (#2)
- 村山達哉：Strings (#3)
- Sin：Keyboards, Programming (#4.11.13)
- 深澤秀行：Synthesizer Operate (#4)
- 鈴木健治：Guitars (#4)
- 吉田久美子：Chorus (#4.11)
- 金原千恵子ストリングス：Strings (#4)
- 水島康貴：Keyboards, Programming (#8)
- 梶原順：Guitars (#8)
- 児島英雄：Drums (#9)
- 石川俊克：Bass (#9)
- 織田哲郎
  - Electric Guitar (#9)
  - Keyboards, Drums, Gut Guitars, Bouzouki, Guitar Solo, Programming (#14)
- 澤野博敬：Trumpet (#9)
- 河合わかば：Trombone (#9.13)
- 古村敏比古：Baritone Sax (#9)
- 久保田薫：Chorus (#9.15)
- 清水信之
  - Keyboards, Programming (#10)
  - All Instruments (#12)
- こつぶぐみ：Chorus (#10)
- 山中雅文：Synthesizer Operate (#11)
- 松尾和博：Guitars (#11)
- 弦一徹ストリングス：Strings (#11.17)
- 西村浩二：Trumpet (#12)
- 村田陽一：Trombone (#12.18)
- 山本拓夫
  - Saxophone (#12)
  - Tenor Sax (#18)
- 小島希代子：Chorus (#12)
- 竹上良成
  - Alto Sax (#13)
  - Sax (#16)
- 菊池成浩：Trumpet (#13)
- 嘉多山信：Gut Guitar, Charango (#14)
- 高見沢俊彦 (THE ALFEE)：Electric Guitar, Chorus (#15)
- そうる透：Drums (#15)
- 宮永治郎：Electric Guitar (#15)
- 中川量：Bass (#15)
- 山石敬之：Keyboards (#15)
- NAOKI-T
  - Guitars (#16)
  - Keyboards, Programming (#16.17)
  - Strings Arrangement (#17)
- 村石雅行：Drums (#16)
- 山田裕之：Bass (#16)
- 小林太：Trumpet (#16)
- 中川英二郎：Trombone (#16)
- Ryoji (ケツメイシ)：Chorus (#16.17)
- 田中義人：Guitars (#17)
- Tiara：Chorus (#17)
- 宮崎浩平：Wind Chime (#17)
- 屋敷豪太：Drums, Programming (#18)
- 松永孝義：Bass (#18)
- 友森昭一：Guitars (#18)
- エマーソン北村：Piano, Organ & Synthesizer (#18)
- 竹野昌邦：Alto Sax (#18)
- 鈴木正則：Trumpet (#18)
- 大滝裕子：Background Vocals (#18)
- 増本直樹：Horn & Background Vocal Arrangement (#18)

## 発売形態
| 形態                 | 発売日        | 品番       | ジャケット  | 備考                                    |
| -------------------- | ------------- | ---------- | ----------- | --------------------------------------- |
| CD+DVD+SPECIAL GOODS | 2006年9月20日 | PCCA-02317 | ジャケットA | COLLECTOR'S EDITION (1万枚完全生産限定) |
| CD+DVD               | 2006年9月20日 | PCCA-02318 | ジャケットB | PREMIUM EDITION (通常盤)                |
| CD                   | 2006年9月20日 | PCCA-02319 | ジャケットB | STANDARD EDITION (通常盤)               |